# جاكوب غيتس
جاكوب غيتس (بالإنجليزية: Jacob Gates)‏ هو سياسي أمريكي، ولد في 9 مايو 1811 في سانت جوهانسبوري في الولايات المتحدة، وتوفي في 14 أبريل 1892 في بروفو في الولايات المتحدة.